# Hervé Bazin
Hervé Bazin (Angers, 17 aprile 1911 – Angers, 17 febbraio 1996) è stato uno scrittore francese.
I romanzi più noti riguardano argomenti semi-autobiografici di ribellione adolescenziale e famiglie disfunzionali, ebbe un ruolo di primo piano nel novecento letterario. 
Nel 1947 ricevette il Premio Guillaume-Apollinaire per la sua opera poetica Jour.

## Biografia
Bazin, nato Jean-Pierre Hervé-Bazin a Angers, proveniva da una famiglia cattolica di alta borghesia. Era il pronipote dello scrittore René Bazin. Bazin ha avuto un'infanzia difficile, suo padre era un magistrato e con la moglie fu inviato in Cina per assumere un incarico diplomatico. Hervé e suo fratello sono stati portati nella casa della nonna, il castello di Le Patys. Quando morì, la madre ritornò da Hanoi con riluttanza e mandò Bazin in varie strutture religiose ma non poteva controllarlo e quindi lo mandò all'accademia militare, il Prytanée de la Fleche, da cui venne espulso per incompetenza. Lui si oppose alla madre autoritaria, scappò diverse volte durante la sua adolescenza e rifiutò gli insegnamenti cattolici. All'età di 20 anni ruppe i rapporti con la sua famiglia.
Lasciando la sua casa per Parigi, si laureò in letteratura alla Sorbona. Durante quindici anni di scrittura con poesie di scarso successo, Bazin lavorò facendo molti lavori saltuari. Ha vinto nel 1947 il Premio Apollinaire per Jour, il suo primo libro di poesie.
Seguendo i consigli di Paul Valéry, lasciò la poesia per concentrarsi sulla prosa.
I conflitti infantili con la madre ispirarono il romanzo Vipère au poing ("Vipera in pugno") nel 1948. Il romanzo racconta l'odio tra una madre soprannominata Folcoche (dal francese "folle" (pazza) e "cochonne" (maiala) e i suoi figli, incluso il narratore Jean Rezeau, chiamato "Brasse-bouillon".  Il libro ebbe un immenso successo in Francia nel dopoguerra, ed è stata seguita dalla pubblicazione de La Mort du petit cheval e Le cri de la chouette per creare una trilogia. In altre opere, Bazin è ritornato al tema della famiglia. Oltre ai romanzi, scrisse anche brevi racconti e saggi.
Bazin divenne membro dell'Académie Goncourt nel 1958, sostituendo Francis Carco. Ne divenne presidente nel 1973 e venne sostituito, dopo la sua morte, da Jorge Semprún, mentre la presidenza fu data a François Nourissier.
Politicamente, Bazin apparteneva al Mouvement de la Paix, che aveva relazioni con il partito comunista, di cui era un simpatizzante. Ha ottenuto il Premio Lenin per la pace nel 1979. Questo portò Roger Peyrefitte a dire scherzosamente: "Hervé Bazin aveva due premi che fanno pendant:. Il Premio Lenin per la Pace e il premio per l'humour nero"
Nel 1995, ha dato i suoi manoscritti e lettere all'archivio comunale della città di Nancy, che già possedeva il fondo dei fratelli Goncourt, originari da quella città. Bazin morì ad Angers.
A causa di un imbroglio giuridico, i sei figli ottenuti dal suo primo matrimonio, contro la volontà del suo ultimo coniuge e dell'ultimo figlio, misero all'asta il fondo presso l'Hôtel Drouot il 29 ottobre 2004. Con l'aiuto degli enti locali, la biblioteca universitaria di Angers è riuscita ad acquistare quasi la totalità del patrimonio, il che significa 22 manoscritti e circa 9000 lettere che sono state messe a disposizione dei ricercatori, come l'autore desiderava.

## Opere
- Jour, poesie, 1947
- A la poursuite d'Iris, poesie, 1948
- Vipère au poing, romanzo autobiografico, 1948
- La Tête contre les murs, romanzo, pubblicato nel 1949
- La Mort du petit cheval, romanzo autobiografico, 1950
- Le bureau des mariages, racconti, 1951
- Lève-toi et marche, romanzo, 1952
- Humeurs, poesie, 1953
- Contre vents et marées ,1953
- L'Huile sur le feu, romanzo, 1954
- Qui j'ose aimer,, romanzo, 1956
- La fin des asiles, saggio, 1959
- Au nom du fils, romanzo, 1960
- Chapeau bas, racconti, 1963: Chapeau bas, Bouc émissaire, La hotte, M. le conseiller du coeur, Souvenirs d'un amnésique, Mansarde à louer, La Clope
- Plumons l'oiseau, romanzo, 1966
- Le Matrimoine, romanzo, 1967
- Les bienheureux de La Désolation, considerazioni, 1970
- Le Cri de la chouette, romanzo autobiografico, 1972
- Madame Ex, romanzo, 1975
- Traits ,1976
- Ce que je crois ,1977
- Un feu dévore un autre feu, 1978
- L'Église verte, romanzo, 1981
- Qui est Le Prince?,1981
- Abécédaire,1984
- Le Démon de minuit, 1988
- L'École des pères, romanzo, 1991
- Le grand méchant doux 1992
- Le Neuvième jour, 1994